# 希瑟·奥利弗
希瑟·奥利弗（英語：Heather Olver，1986年3月15日—），英格蘭女子羽毛球運動員。

## 簡歷
希瑟·奥利弗6歲時開始接觸羽毛球運動，起初跟哥哥在當地的一間俱樂部打球。
2010年10月，奥利弗代表英格蘭參加印度新德里舉行的英联邦运动会羽毛球比賽，協助球隊贏得混合團體銅牌。
2013年8月，希瑟·奥利弗參加中國廣州舉行的世界羽毛球錦標賽，在比賽首日與克里斯·兰格瑞奇出戰混合雙打項目，首圈就以1比2（20-22、21-13、13-21）負於瑞典的尼科·鲁波宁/阿曼达·赫格斯特伦出局。此外，她又與凯特·罗伯特肖出戰女子雙打項目，首圈以2-0淘汰中華台北選手晉級，但在第二圈就以0比2（10-21、15-21）不敵16號種子、韓國的高我羅/柳海媛出局。

## 主要比賽成績
只列出曾進入準決賽的國際賽事成績：
| 年份   | 賽事                       | 公開賽級別 | 項目     | 拍檔              | 成績   |
| ------ | -------------------------- | ---------- | -------- | ----------------- | ------ |
| 2008年 | 蘇格蘭羽毛球國際賽         | 國際挑戰賽 | 混合雙打 | Robert Adcock     | 亞軍   |
| 2009年 | 瑞典斯德哥爾摩羽毛球國際賽 | 國際挑戰賽 | 混合雙打 | Robert Adcock     | 亞軍   |
| 2009年 | 奧地利羽毛球國際挑戰賽     | 國際挑戰賽 | 混合雙打 | Robert Adcock     | 冠軍   |
| 2009年 | 西班牙羽毛球公開賽         | 國際挑戰賽 | 女子雙打 | 玛里亚纳·阿格基罗 | 準決賽 |
| 2009年 | 比利時羽毛球國際賽         | 國際挑戰賽 | 混合雙打 | 马库斯·埃利斯     | 冠軍   |
| 2009年 | 挪威羽毛球國際賽           | 國際挑戰賽 | 女子雙打 | Emma Mason        | 準決賽 |
| 2009年 | 挪威羽毛球國際賽           | 國際挑戰賽 | 混合雙打 | 马库斯·埃利斯     | 冠軍   |
| 2009年 | 愛爾蘭羽毛球國際賽         | 國際挑戰賽 | 女子雙打 | 玛里亚纳·阿格基罗 | 冠軍   |
| 2010年 | 歐洲羽毛球錦標賽           | 其他       | 女子雙打 | 玛里亚纳·阿格基罗 | 準決賽 |
| 2010年 | 碧特博格羽毛球黃金大獎賽   | 黃金大獎賽 | 混合雙打 | 马库斯·埃利斯     | 準決賽 |
| 2010年 | 蘇格蘭羽毛球國際賽         | 國際挑戰賽 | 女子雙打 | 玛里亚纳·阿格基罗 | 亞軍   |
| 2010年 | 愛爾蘭羽毛球國際賽         | 國際系列賽 | 女子雙打 | 玛里亚纳·阿格基罗 | 亞軍   |
| 2011年 | 瑞典斯德哥爾摩羽毛球國際賽 | 國際挑戰賽 | 女子雙打 | 玛里亚纳·阿格基罗 | 準決賽 |
| 2011年 | 瑞典斯德哥爾摩羽毛球國際賽 | 國際挑戰賽 | 混合雙打 | 罗宾·米德尔顿     | 冠軍   |
| 2011年 | 丹麥羽毛球國際賽           | 國際挑戰賽 | 女子雙打 | 玛里亚纳·阿格基罗 | 準決賽 |
| 2011年 | 丹麥羽毛球國際賽           | 國際挑戰賽 | 混合雙打 | 马库斯·埃利斯     | 準決賽 |
| 2011年 | 比利時羽毛球國際賽         | 國際挑戰賽 | 女子雙打 | 玛里亚纳·阿格基罗 | 亞軍   |
| 2011年 | 保加利亞羽毛球國際賽       | 國際挑戰賽 | 女子雙打 | 玛里亚纳·阿格基罗 | 冠軍   |
| 2011年 | 愛爾蘭羽毛球國際賽         | 國際系列賽 | 女子雙打 | 玛里亚纳·阿格基罗 | 亞軍   |
| 2011年 | 愛爾蘭羽毛球國際賽         | 國際系列賽 | 混合雙打 | 马库斯·埃利斯     | 冠軍   |
| 2011年 | 意大利羽毛球國際賽         | 國際挑戰賽 | 女子雙打 | 玛里亚纳·阿格基罗 | 準決賽 |
| 2012年 | 瑞典斯德哥爾摩羽毛球國際賽 | 國際挑戰賽 | 女子雙打 | 玛里亚纳·阿格基罗 | 冠軍   |
| 2012年 | 波蘭羽毛球國際賽           | 國際挑戰賽 | 女子雙打 | 玛里亚纳·阿格基罗 | 冠軍   |
| 2012年 | 丹麥羽毛球國際賽           | 國際挑戰賽 | 混合雙打 | 彼得·米尔斯       | 準決賽 |
| 2012年 | 比利時羽毛球國際賽         | 國際挑戰賽 | 混合雙打 | 克里斯·兰格瑞奇   | 亞軍   |
| 2012年 | 捷克羽毛球國際賽           | 國際挑戰賽 | 女子雙打 | 凯特·罗伯特肖     | 冠軍   |
| 2012年 | 捷克羽毛球國際賽           | 國際挑戰賽 | 混合雙打 | 克里斯·兰格瑞奇   | 冠軍   |
| 2012年 | 荷蘭羽毛球大獎賽           | 大獎賽     | 女子雙打 | 凯特·罗伯特肖     | 準決賽 |
| 2012年 | 瑞士羽毛球國際賽           | 國際挑戰賽 | 女子雙打 | 凯特·罗伯特肖     | 冠軍   |
| 2012年 | 威爾斯羽毛球國際賽         | 國際挑戰賽 | 混合雙打 | 克里斯·兰格瑞奇   | 亞軍   |
| 2013年 | 歐洲羽毛球混合團體錦標賽   | 其他       | 混合團體 | －                | 準決賽 |
| 2013年 | 西班牙羽毛球公開賽         | 國際挑戰賽 | 女子雙打 | 凯特·罗伯特肖     | 冠軍   |
| 2013年 | 西班牙羽毛球公開賽         | 國際挑戰賽 | 混合雙打 | 克里斯·兰格瑞奇   | 準決賽 |
| 2013年 | 倫敦羽毛球黃金大獎賽       | 黃金大獎賽 | 混合雙打 | 克里斯·兰格瑞奇   | 亞軍   |
| 2013年 | 碧特博格羽毛球黃金大獎賽   | 黃金大獎賽 | 女子雙打 | 凯特·罗伯特肖     | 準決賽 |
| 2013年 | 碧特博格羽毛球黃金大獎賽   | 黃金大獎賽 | 混合雙打 | 克里斯·兰格瑞奇   | 準決賽 |
| 2013年 | 蘇格蘭羽毛球大獎賽         | 大獎賽     | 混合雙打 | 克里斯·兰格瑞奇   | 亞軍   |
| 2013年 | 威爾斯羽毛球國際賽         | 國際挑戰賽 | 混合雙打 | 克里斯·兰格瑞奇   | 冠軍   |
| 2014年 | 英聯邦運動會羽毛球比賽     | 其他       | 混合團體 | －                | 銀牌   |
| 2014年 | 英聯邦運動會羽毛球比賽     | 其他       | 混合雙打 | 克里斯·兰格瑞奇   | 銀牌   |
| 2014年 | 蘇格蘭羽毛球大獎賽         | 大獎賽     | 女子雙打 | 劳伦·史密斯       | 亞軍   |
| 2014年 | 威爾斯羽毛球國際賽         | 國際挑戰賽 | 女子雙打 | 劳伦·史密斯       | 冠軍   |
| 2015年 | 奧地利羽毛球公開賽         | 國際挑戰賽 | 女子雙打 | 劳伦·史密斯       | 亞軍   |
| 2015年 | 歐洲羽毛球混合團體錦標賽   | 其他       | 混合團體 | －                | 亞軍   |
| 2015年 | 奧爾良羽毛球國際挑戰賽     | 國際挑戰賽 | 女子雙打 | 劳伦·史密斯       | 亞軍   |
| 2015年 | 芬蘭羽毛球公開賽           | 國際挑戰賽 | 女子雙打 | 劳伦·史密斯       | 冠軍   |
| 2015年 | 拉各斯羽毛球國際挑戰賽     | 國際挑戰賽 | 女子雙打 | 劳伦·史密斯       | 準決賽 |
| 2015年 | 哈爾科夫羽毛球國際賽       | 國際挑戰賽 | 女子雙打 | 劳伦·史密斯       | 亞軍   |
| 2015年 | 布拉格羽毛球公開賽         | 國際挑戰賽 | 女子雙打 | 劳伦·史密斯       | 準決賽 |
| 2015年 | 威爾斯羽毛球國際賽         | 國際挑戰賽 | 女子雙打 | 劳伦·史密斯       | 亞軍   |
| 2015年 | 美國羽毛球國際賽           | 國際挑戰賽 | 女子雙打 | 劳伦·史密斯       | 冠軍   |
| 2016年 | 奧爾良羽毛球國際挑戰賽     | 國際挑戰賽 | 女子雙打 | 劳伦·史密斯       | 冠軍   |
| 2016年 | 秘魯羽毛球國際賽           | 國際挑戰賽 | 女子雙打 | 劳伦·史密斯       | 亞軍   |
| 2016年 | 加拿大羽毛球大獎賽         | 大獎賽     | 女子雙打 | 劳伦·史密斯       | 亞軍   |

| 2007-2017年 | 首要超級賽 | 超級賽 | 黃金大獎賽 | 大獎賽 | 國際挑戰賽 | 國際系列賽 | 未來系列賽 | 其他 |

| 2018-2026年 | 總決賽 | 超級1000賽 | 超級750賽 | 超級500賽 | 超級300賽 | 超級100賽 | 國際挑戰賽 | 國際系列賽 | 未來系列賽 | 其他 |

### 奧運會和世錦賽參賽紀錄
|          | 搭檔              | 2011 | 2012 | 2013 | 2014        | 2015 | 2016       |
| -------- | ----------------- | ---- | ---- | ---- | ----------- | ---- | ---------- |
| 女子雙打 | 玛里亚纳·阿格基罗 | 48強 | －   | －   | －          | －   | －         |
| 女子雙打 | 凯特·罗伯特肖     | －   | －   | 32強 | 48強 (退賽) | －   | －         |
| 女子雙打 | 劳伦·史密斯       | －   | －   | －   | －          | 32強 | 小組第三名 |
|          |                   |      |      |      |             |      |            |
| 混合雙打 | 马库斯·埃利斯     | 48強 | －   | －   | －          | －   | －         |
| 混合雙打 | 克里斯·兰格瑞奇   | －   | －   | 48強 | 32強        | －   | －         |